# Ботников, Геннадий Николаевич
Геннадий Николаевич Ботников (1860 — 1922) — костромской купец и общественный деятель, городской голова в 1898—1912 годах, член III Государственной думы от Костромской губернии.

## Биография

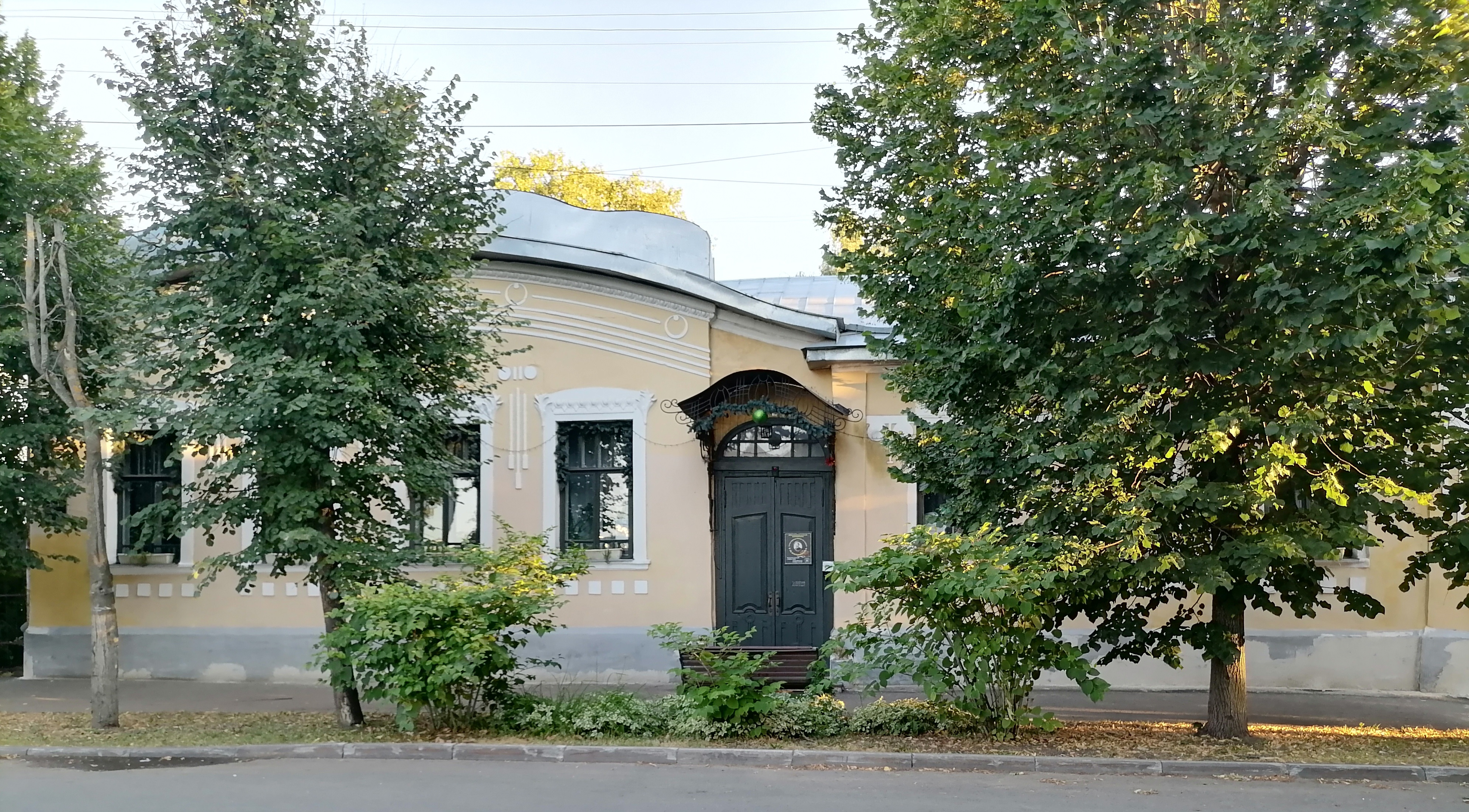
Кострома. улица Свердлова, 10

Сын купца 3-й гильдии, потомственный почётный гражданин (1898). Домовладелец Костромы (несколько каменных домов, в том числе по Никольской улице, где ныне открыт Музей барского быта).
Среднее образование получил в Костромском реальном училище, по окончании которого в 1878 году, ввиду болезни отца, должен был стать во главе торгового дела (хлебная торговля), которое продолжал и после смерти отца. Был записан купцом 1-й гильдии, владел несколькими лавками в Гостином дворе, был совладельцем паровой мельницы и крупорушки в деревне Рыжково Костромского уезда.
Помимо коммерческой деятельности немало времени уделял и общественной. С 1890 года избирался гласным Костромской городской думы, а с 1896 года — гласным Костромского уездного земского собрания и почетным мировым судьей Костромского уезда. В 1898 году был избран костромским городским головой, каковую должность занимал до 1912 года. За это время было сделано многое для благоустройства города: проложены казенная телефонная сеть (1899) и подводная телефонная линия за Волгу (1900), введена обязательная нумерация домов (1902), построены скотобойня (1903), пожарное депо (1911) и электростанция (1912). По инициативе Ботникова были открыты Дом трудолюбия (1899), библиотека имени А. С. Пушкина (1899), Костромская торговая школа (1900), Клириковский детский приют (1900), 5-е Николаевское (1903) и 6-е Алексеевское (1905) приходские училища, землемерное училище (1911), а также женская учительская семинария (1908). В 1903 году стал одним из инициаторов сооружения в Костроме памятника в честь 300-летия дома Романовых, открытого в 1913 году.
Кроме того, в разные годы состоял: попечителем 1-го и 2-го Александровских приходских училищ, попечителем Рыжковского начального народного училища, членом попечительного совета Григоровской женской гимназии, действительным членом Костромской губернской ученой архивной комиссии (1897), членом Костромского управления Общества Красного Креста (1903) и председателем комитета городского попечительства о бедных (1915). По уполномочию городской думы участвовал во Всероссийском водопроводном съезде в Киеве (1901), в пожарном съезде в Москве (1902), в съездах земских и городских деятелей 1905 года, в 4-м областном историко-археологическом съезде в Костроме (1909). Сотрудничал в костромских периодических изданиях. Из наград имел ордена Св. Станислава 3-й степени и Св. Анны 3-й степени, а также золотую медаль «за усердие» на Станиславовой ленте.
После провозглашения Октябрьского манифеста 1905 года основал и возглавил костромской отдел Союза 17 октября. В 1907 году был избран членом III Государственной думы от Костромской губернии. Входил во фракцию октябристов. Состоял членом комиссий: по народному образованию, о путях сообщения, по городским делам и бюджетной.
Умер в 1922 году.